# Leon Köhler (Eishockeyspieler)
Leon Köhler (* 23. September 2000 in Bad Homburg vor der Höhe) ist ein deutscher Eishockeyspieler.

## Karriere
Der Stürmer begann seine Karriere beim EC Bad Nauheim und spielte Anfang der 2010er Jahre für den Nachwuchs der Löwen Frankfurt in der Schüler-Bundesliga. Im Jahr 2014 kehrte er nach Bad Nauheim zurück und spielte in der DNL2, wo er in der Saison 2017/18 in 42 Spielen 56 Tore erzielen konnte. Daraufhin wechselte Köhler für zwei Jahre zu den Kölner Junghaien und spielte dort in der Deutschen Nachwuchsliga. Im Sommer 2020 kehrte Köhler erneut nach Bad Nauheim zurück und spielte fortan für die Profimannschaft in der DEL2. Mit dieser erreichte er in der Saison 2021/22 das Play-off-Halbfinale. Um zusätzliche Spielpraxis zu erhalten wurde Köhler regelmäßig an den Oberligisten EG Diez-Limburg ausgeliehen. Insgesamt absolvierte Köhler 79 DEL2-Spiele und erzielte dabei sechs Tore. In der Saison 2022/23 trug Köhler das Trikot des Oberligisten Herner EV, bevor er ein Jahr später zum Ligarivalen Saale Bulls Halle wechselte. Im Sommer 2024 schloss sich Köhler dem Oberligisten Herforder EV an.